# Al-Malik al-Afdal 'Ali
Abū l-Ḥasan ʿAlī ibn Ṣalāḥ al-Dīn, il cui laqab fu al-Malik al-Afḍal (in arabo أبو الحسن علي بن صلاح الدين‎?; Egitto, 1169 – Samosata, 1225), è stato un re curdo di Damasco.
Abū l-Ḥasan ʿAlī ibn Ṣalāḥ al-Dīn è stato uno dei diciassette figli di Saladino e signore di Damasco dal 1193 al 1196; gli succedette Al-Adil I. Era il comandante degli Ayyubidi nella  battaglia di Cresson.